# In Camera
In Camera és una pel·lícula dramàtica britànica del 2023, escrita i dirigida per Naqqash Khalid, en el seu debut com a director. És protagonitzada per Nabhaan Rizwan, Amir El-Masry i Rory Fleck Byrne. S'ha subtitulat al català.
Es va exhibir per primer cop al Festival Internacional de Cinema de Karlovy Vary l'1 de juliol de 2023 i es va estrenar als cinemes el 13 de setembre de 2024 amb la distribució de Conic.
El setembre de 2022, es va anunciar que Nabhaan Rizwan, Amir El-Masry i Rory Fleck Byrne s'havien unit al repartiment de la pel·lícula, amb Naqqash Khalid com a director a partir d'un guió que va escriure.